# 趙士麟
趙士麟（1629年—1698年），字麟伯，雲南承宣布政使司澂江府河陽縣（今雲南省澄江縣）人，清朝政治人物。
康熙三年（1664年）甲辰科進士，授貴州平遠推官。康熙七年，擔任直隸容城知縣。后擔任吏部員外郎、江南鄉試正考官、光祿寺少卿。康熙二十二年，擔任都察院左副都御史。康熙二十三年，任浙江巡撫。康熙二十五年，任江寧巡撫。康熙二十六年，擔任兵部督捕右侍郎。康熙二十九年，任吏部右侍郎，康熙三十年，任吏部左侍郎。

## 延伸阅读
[在维基数据编辑]
 《清史稿/卷275》，出自趙爾巽《清史稿》